# ایالت کاپوتا
ایالت کاپوتا (به لاتین: Kapoeta State) یک منطقهٔ مسکونی در سودان جنوبی است که در Kapoeta واقع شده‌است. ایالت کاپوتا ۵۰۴٬۷۲۰ نفر جمعیت دارد.